# Blonay
Blonay är en ort i kommunen Blonay – Saint-Légier i kantonen Vaud i Schweiz. Den är kommunens huvudort och ligger cirka 21 kilometer sydost om Lausanne. Orten har 6 299 invånare (2021).
Orten var före den 1 januari 2022 en egen kommun, men slogs då samman med kommunen Saint-Légier-La Chiésaz till den nya kommunen Blonay – Saint-Légier.